# Atlas historique

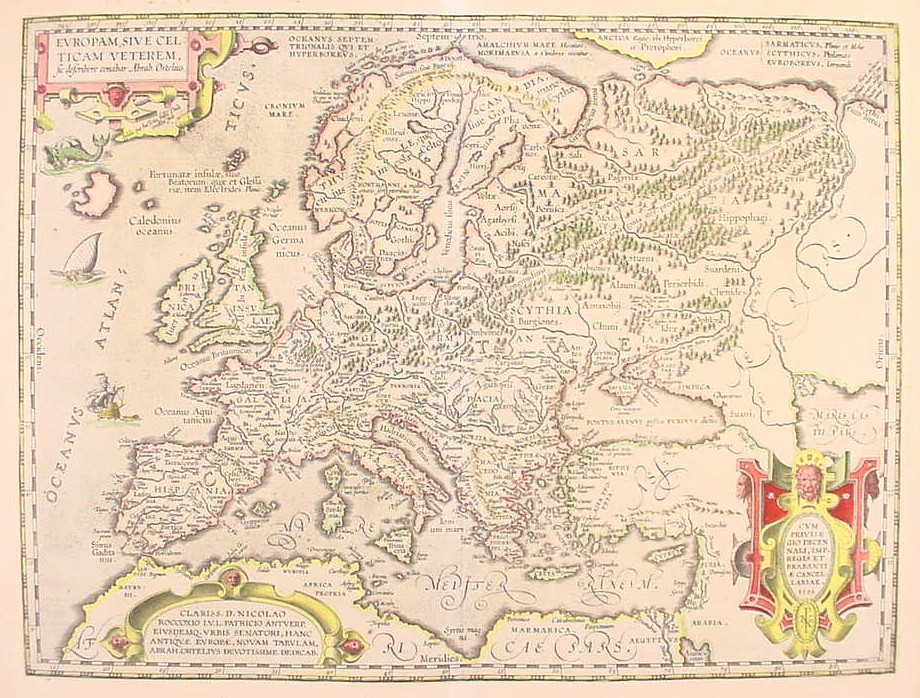
Europe à l'époque des Celtes (1595), une carte tirée du premier atlas historique d'Abraham Ortelius.

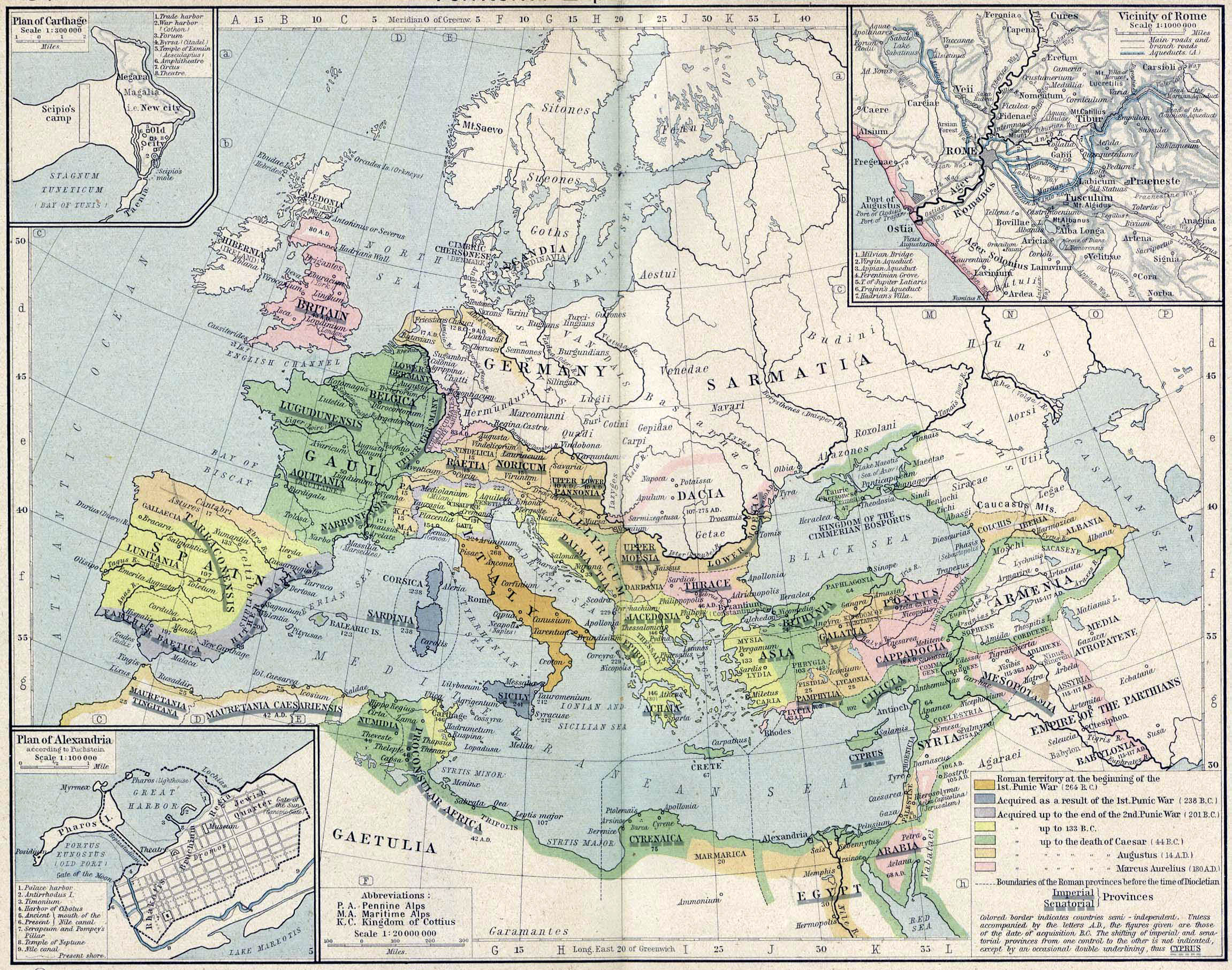
Carte de l'extension de l'Empire romain, publiée dans Historical Atlas de William R. Shepherd (1924).

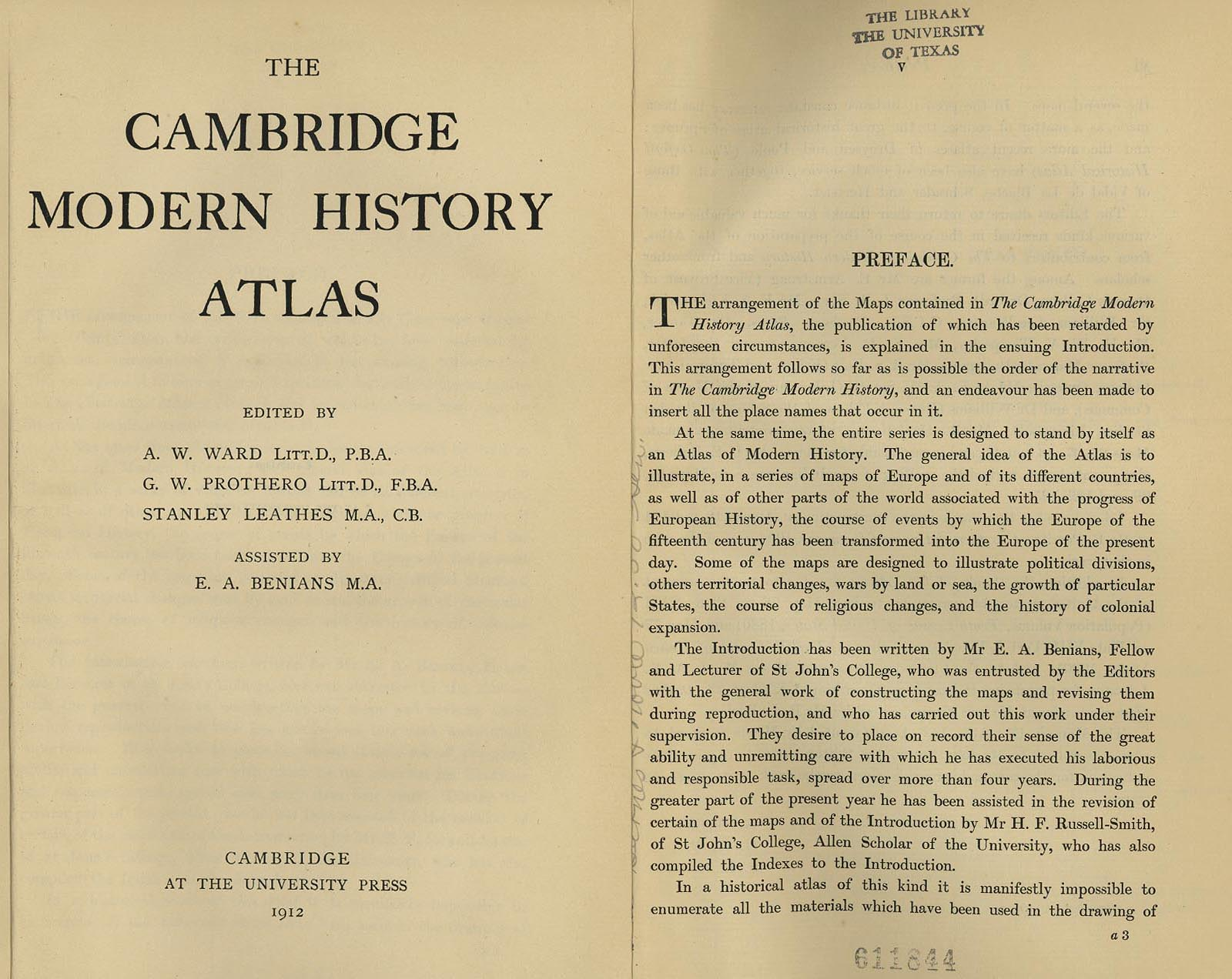
La préface du Cambridge Modern History (1912), explique le but de l'atlas historique.

Un atlas historique est un atlas qui inclut des cartes et des graphiques représentant l'évolution du paysage géopolitique. L'atlas historique est utile pour comprendre le contexte historique, le périmètre et l'échelle des événements et des sujets historiques (tels que l'expansion de l'Empire romain, par exemple) ainsi que la macrohistoire.
Certains atlas historiques essaient de présenter l'histoire complète du monde, comme Historical Atlas of the World (en) (1962), tandis que d'autres se concentrent sur des périodes et des lieux bien spécifiques, comme dans Historical Atlas of the American West (en) (1989) ou Historical Atlas of China (1982) (en). Ils peuvent aussi contenir des photographies historiques, des textes explicatifs ou des essais.
Le premier atlas historique connu est le Parergon Theatri d'Abraham Ortelius en 1579, publié comme un supplément du Theatrum Orbis Terrarum. William Robert Shepherd (en) a produit un célèbre atlas historique en 1911.
Le psychiatre Colin McEvedy est l'un des premiers à produire des atlas historiques en utilisant la même carte de base sur plusieurs périodes, comme sa série Penguin atlas of history ; cette technique est devenue commune dans les atlas modernes.

## Atlas historiques en français
- Georges Duby (dir.), Atlas historique mondial, Paris, Larousse, 2001, 350 p. (ISBN 9782035932600)
- Encyclopædia Universalis, Le grand atlas de l'histoire mondiale, 376 pages, 1976.  (ISBN 2-85229-960-7)